# John Windsor
John T. Windsor (nacido el 3 de abril de 1940) es un exjugador de baloncesto estadounidense que disputó una temporada en la NBA, además de jugar en la ABL. Con 2,03 metros de estatura, jugaba en la posición de ala-pívot.

## Trayectoria deportiva

### Universidad
Jugó durante tres temporadas con los Cardinal de la Universidad de Stanford, siendo elegido en 1962 en el mejor quinteto de la Athletic Association of Western Universities tras promediar 11,4 puntos y 10,1 rebotes por partido.

### Profesional
Fue elegido en la trigésima novena posición del Draft de la NBA de 1962 por Syracuse Nationals, pero fue finalmente descartado, fichando por los Kansas City Steers de la ABL, con los que disputó una temporada en la que promedió 8,8 puntos y 5,3 rebotes por partido, proclamándose campeón de liga.
En 1963 fue traspasado de los Philadelphia 76ers (ex Syracuse Nationals) a los San Francisco Warriors a cambio de Hubie White. Disputó con los Warriors once partidos, en los que promedió 2,5 puntos y 2,4 rebotes.

## Estadísticas de su carrera en la NBA

### Temporada regular
| Temporada | Edad | Equipo                 | Liga | Pos. | P  | TIT | MIN | TC  | TCA | %TC  | 3P | 3PA | %3P | TL  | TLA | %TL  | R.OF. | R.DEF. | REB | ASIS | ROB | TAP | PER | FP  | PTS |
| 1963-64   | 23   | San Francisco Warriors | NBA  | PF   | 11 |     | 6.2 | 0.9 | 2.5 | .370 |    |     |     | 0.6 | 0.7 | .875 |       |        | 2.4 | 0.2  |     |     |     | 1.2 | 2.5 |
| Total     |      |                        | NBA  |      | 11 |     | 6.2 | 0.9 | 2.5 | .370 |    |     |     | 0.6 | 0.7 | .875 |       |        | 2.4 | 0.2  |     |     |     | 1.2 | 2.5 |